# 인민경제대학
인민경제대학(人民經濟大學)은 평양직할시 대동강구역 문흥2동 대학거리에 소재한 조선민주주의인민공화국의 대학이다.

## 개요
1946년 7월 1일 북조선 임시위원회 시절대, 내각에 직속된 중앙고급지도간부학교로 설립되었다. 초기에는 3개월, 6개월, 1년의 단기 과정으로 경제관료를 양성하다가 1954년 현재의 명칭으로 바뀌면서 대학으로 승격되었다. 조선 로동당 중앙위원회에서 직할한다. 일반 대학과 달리 군(郡)급 이상의 행정기관에서 3년 이상의 경력을 쌓아야 입학할 수 있으며, 입학시험은 거치지 아니하고 출신성분과 사상을 본위로 선발한다.
국가계획학부, 재정학부, 통계학부, 상업학부, 공업학부, 농업학부, 검찰학부 등으로 구성되어 있으며, 무역학부는 1990년대 초에 국제관계대학으로 이관되었다. 정치경제학, 국제금융학, 외국어(영어와 러시아어 중 택1) 등이 기본 교과목이며, 각 학부 별로 전공 교과목이 있다. 학제는 4년제를 기본으로 하지만 6개월, 1개월 과정도 개설되어 있다. 4년제 과정에서 30세 이하 혁명의 후비(後備)간부를 양성하고 2년제 과정에서는 발전성 있는 40세 이하의 간부를, 1년제 과정에서는 중앙기관 국장·부장급 간부와 군인민위원장·공장지배인·기사장 등의 간부를, 1개월반 과정에서는 내각 부장·부부장·도인민위원장·대기업소지배인 등을 재교육한다. 발전성 있는 40대 이하의 간부들을 교육하는 2년제도 운영되다가 폐지되었다. 총장 밑에 제1 부총장을 비롯한 7명의 부총장을 두고 있으며, 교직원은 300여명, 학생수는 통신학부 1,000여 명을 포함하여 3,000여 명이다.
정치 분야의 간부를 양성하는 김일성고급당학교·금성정치대학과 함께 조선로동당 중앙위원회가 직접 관할하고 있다.